# STARTO ENTERTAINMENT의 소속 탤런트
STARTO ENTERTAINMENT 소속의 탤런트(과거 자니즈 사무소의 탤런트)에서는 현재 STARTO ENTERTAINMENT에 소속되어 있는 탤런트를 기술한다.

## 소속 탤런트

### 데뷔 조
이하는, 2025년 4월 1일 시점의 공식 사이트의 아티스트란에 게재가 있는 사람을 데뷔 일순으로 늘어놓은 표이다. 오름차순/내림차순으로 정렬 가능.
| 이름                 | 생년월일               | 소속하는 그룹  | 데뷔일           | 입소일           | 과거 소속한 그룹 | NHK 홍백가합전 출전    |
| -------------------- | ---------------------- | -------------- | ---------------- | ---------------- | ---------------- | ---------------------- |
| 우치우미 코지        | 1968년 1월 11일(57세)  |                | 1987년 8월 19일  | 1981년 12월      | 히카루GENJI      | 히카루GENJI로 출전     |
| 사토 아츠히로        | 1973년 8월 30일(51세)  |                | 1987년 8월 19일  | 1986년 8월 30일  | 히카루GENJI      | 히카루GENJI로 출전     |
| 기무라 타쿠야        | 1972년 11월 13일(52세) |                | 1991년 9월 9일   | 1987년 11월 15일 | SMAP             | SMAP으로 출전          |
| 죠시마 시게루        | 1970년 11월 17일(54세) | TOKIO          | 1994년 9월 21일  | 1986년 7월 7일   |                  | TOKIO로 출전           |
| 코쿠분 타이치        | 1974년 9월 2일(50세)   | TOKIO          | 1994년 9월 21일  | 1988년 2월       |                  | TOKIO로 출전           |
| 마츠오카 마사히로    | 1977년 1월 11일(48세)  | TOKIO          | 1994년 9월 21일  | 1989년           |                  | TOKIO로 출전           |
| 사카모토 마사유키    | 1971년 7월 24일(53세)  | 20th Century   | 1995년 11월 1일  | 1988년 2월       | V6               | V6로 출전.             |
| 나가노 히로시        | 1972년 10월 9일(52세)  | 20th Century   | 1995년 11월 1일  | 1986년 4월       | V6               | V6로 출전.             |
| 이노하라 요시히코    | 1976년 5월 17일(49세)  | 20th Century   | 1995년 11월 1일  | 1988년 11월      | V6               | V6로 출전.             |
| 도모토 코이치        | 1979년 1월 1일(46세)   | KinKi Kids     | 1997년 7월 21일  | 1991년 5월 5일   |                  | KinKi Kids로 출전      |
| 아이바 마사키        | 1982년 12월 24일(42세) | 아라시         | 1999년 11월 3일  | 1996년 8월 15일  |                  | 아라시로 출전          |
| 오노 사토시          | 1980년 11월 26일(44세) | 아라시         | 1999년 11월 3일  | 1994년 10월 16일 |                  | 아라시로 출전          |
| 사쿠라이 쇼          | 1982년 1월 25일(43세)  | 아라시         | 1999년 11월 3일  | 1995년 10월 22일 |                  | 아라시로 출전          |
| 코야마 케이치로      | 1984년 5월 1일(41세)   | NEWS           | 2003년 11월 7일  | 2001년 1월 21일  |                  |                        |
| 카토 시게아키        | 1987년 7월 11일(37세)  | NEWS           | 2003년 11월 7일  | 1999년 4월 18일  |                  |                        |
| 마스다 다카히사      | 1986년 7월 4일(38세)   | NEWS           | 2003년 11월 7일  | 1998년 11월 8일  |                  |                        |
| 우치 히로키          | 1986년 9월 10일(38세)  |                | 2003년 11월 7일  | 1999년 5월 26일  | NEWS, 関ジャニ∞  |                        |
| 요코야마 유          | 1981년 5월 9일(44세)   | SUPER EIGHT    | 2004년 8월 25일  | 1996년 12월 25일 |                  | 関ジャニ∞로 출전       |
| 무라카미 싱고        | 1982년 1월 26일(43세)  | SUPER EIGHT    | 2004년 8월 25일  | 1996년 12월 25일 |                  | 関ジャニ∞로 출전       |
| 마루야마 류헤이      | 1983년 11월 26일(41세) | SUPER EIGHT    | 2004년 8월 25일  | 1996년 9월 22일  |                  | 関ジャニ∞로 출전       |
| 야스다 쇼타          | 1984년 9월 11일(40세)  | SUPER EIGHT    | 2004년 8월 25일  | 1997년 9월 6일   |                  | 関ジャニ∞로 출전       |
| 오쿠라 타다요시      | 1985년 5월 16일(40세)  | SUPER EIGHT    | 2004년 8월 25일  | 1997년 9월 6일   |                  | 関ジャニ∞로 출전       |
| 야마다 료스케        | 1993년 5월 9일(32세)   | Hey! Say! JUMP | 2007년 11월 14일 | 2004년 8월 12일  |                  | Hey! Say! JUMP로 출전. |
| 지넨 유리            | 1993년 11월 30일(31세) | Hey! Say! JUMP | 2007년 11월 14일 | 2003년 6월 2일   |                  | Hey! Say! JUMP로 출전. |
| 나카지마 유토        | 1993년 8월 10일(31세)  | Hey! Say! JUMP | 2007년 11월 14일 | 2004년 3월 28일  |                  | Hey! Say! JUMP로 출전. |
| 아리오카 다이키      | 1991년 4월 15일(34세)  | Hey! Say! JUMP | 2007년 11월 14일 | 2003년 6월 2일   |                  | Hey! Say! JUMP로 출전. |
| 타카키 유야          | 1990년 3월 26일(35세)  | Hey! Say! JUMP | 2007년 11월 14일 | 2004년 6월 12일  |                  | Hey! Say! JUMP로 출전. |
| 이노오 케이          | 1990년 6월 22일(34세)  | Hey! Say! JUMP | 2007년 11월 14일 | 2001년 9월 23일  |                  | Hey! Say! JUMP로 출전. |
| 야오토메 히카루      | 1990년 12월 2일(34세)  | Hey! Say! JUMP | 2007년 11월 14일 | 2002년 12월 1일  |                  | Hey! Say! JUMP로 출전. |
| 야부 코타            | 1990년 1월 31일(35세)  | Hey! Say! JUMP | 2007년 11월 14일 | 2001년 9월 23일  |                  | Hey! Say! JUMP로 출전. |
| 오카모토 케이토      | 1993년 4월 1일(32세)   |                | 2007년 11월 14일 | 2006년 8월 14일  | Hey! Say! JUMP   | Hey! Say! JUMP로 출전. |
| 나카야마 유마        | 1994년 1월 13일(31세)  |                | 2010년 4월 7일   | 2006년 10월 8일  |                  | NYC와 NYC boys로 출전. |
| 센가 켄토            | 1991년 3월 23일(34세)  | Kis-My-Ft2     | 2011년 8월 10일  | 2003년 4월 13일  |                  | Kis-My-Ft2로 출전      |
| 미야타 토시야        | 1988년 9월 14일(36세)  | Kis-My-Ft2     | 2011년 8월 10일  | 2001년 2월 4일   |                  | Kis-My-Ft2로 출전      |
| 요코오 와타루        | 1986년 5월 16일(39세)  | Kis-My-Ft2     | 2011년 8월 10일  | 2001년 2월 4일   |                  | Kis-My-Ft2로 출전      |
| 후지가야 타이스케    | 1987년 6월 25일(37세)  | Kis-My-Ft2     | 2011년 8월 10일  | 1998년 11월 8일  |                  | Kis-My-Ft2로 출전      |
| 타마모리 유타        | 1990년 3월 17일(35세)  | Kis-My-Ft2     | 2011년 8월 10일  | 2002년 12월 1일  |                  | Kis-My-Ft2로 출전      |
| 니카이도 타카시      | 1990년 8월 6일(34세)   | Kis-My-Ft2     | 2011년 8월 10일  | 2001년 2월 4일   |                  | Kis-My-Ft2로 출전      |
| 사토 쇼리            | 1996년 10월 30일(28세) | timelesz       | 2011년 11월 16일 | 2010년 10월 일일 |                  | Sexy Zone으로 출전     |
| 키쿠치 후마          | 1995년 3월 7일(30세)   | timelesz       | 2011년 11월 16일 | 2008년 4월 27일  |                  | Sexy Zone으로 출전     |
| 마츠시마 소우        | 1997년 11월 27일(27세) | timelesz       | 2011년 11월 16일 | 2011년 2월 6일   |                  | Sexy Zone으로 출전     |
| 나카지마 켄토        | 1994년 3월 13일(31세)  |                | 2011년 11월 16일 | 2008년 4월 20일  | Sexy Zone        | Sexy Zone으로 출전     |
| 하시모토 료스케      | 1993년 7월 15일(31세)  | A.B.C-Z        | 2012년 2월 1일   | 2004년 8월 12일  |                  |                        |
| 토츠카 쇼타          | 1986년 11월 13일(38세) | A.B.C-Z        | 2012년 2월 1일   | 1999년 4월 25일  |                  |                        |
| 고세키 코이치        | 1985년 6월 17일(39세)  | A.B.C-Z        | 2012년 2월 1일   | 1998년 6월 20일  |                  |                        |
| 츠카다 료이치        | 1986년 12월 10일(38세) | A.B.C-Z        | 2012년 2월 1일   | 1998년 11월 8일  |                  |                        |
| 카와이 후미토        | 1987년 10월 20일(37세) |                | 2012년 2월 1일   | 1999년 5월 9일   | A.B.C-Z          |                        |
| 시게오카 다이키      | 1992년 8월 26일(32세)  | WEST.          | 2014년 4월 23일  | 2006년 10월 8일  |                  |                        |
| 키리야마 아키토      | 1989년 8월 31일(35세)  | WEST.          | 2014년 4월 23일  | 2002년 7월 13일  |                  |                        |
| 나카마 준타          | 1987년 10월 21일(37세) | WEST.          | 2014년 4월 23일  | 2003년 2월 10일  |                  |                        |
| 카미야마 토모히로    | 1993년 7월 1일(31세)   | WEST.          | 2014년 4월 23일  | 2004년 2월 21일  |                  |                        |
| 후지이 류세이        | 1993년 8월 18일(31세)  | WEST.          | 2014년 4월 23일  | 2006년 10월 8일  |                  |                        |
| 하마다 타카히로      | 1988년 12월 19일(36세) | WEST.          | 2014년 4월 23일  | 2002년 7월 13일  |                  |                        |
| 코타키 노조무        | 1996년 7월 30일(28세)  | WEST.          | 2014년 4월 23일  | 2008년 7월 17일  |                  |                        |
| 하세가와 준          | 1985년 10월 29일(39세) |                | 2015년 10월 15일 | 1998년 5월 2일   |                  |                        |
| 후쿠다 유타          | 1986년 11월 15일(38세) | 포~유~         | 2018년 3월 13일  | 1997년 6월 22일  |                  |                        |
| 타츠미 유다이        | 1986년 11월 25일(38세) | 포~유~         | 2018년 3월 13일  | 1998년 6월 20일  |                  |                        |
| 코시오카 유키        | 1986년 10월 5일(38세)  | 포~유~         | 2018년 3월 13일  | 1998년 11월 8일  |                  |                        |
| 마츠자키 유스케      | 1986년 10월 20일(38세) | 포~유~         | 2018년 3월 13일  | 1998년 6월 20일  |                  |                        |
| 나가세 렌            | 1999년 1월 23일(26세)  | King & Prince  | 2018년 5월 23일  | 2011년 4월 3일   |                  | King & Prince로 출전   |
| 타카하시 카이토      | 1999년 4월 3일(26세)   | King & Prince  | 2018년 5월 23일  | 2013년 7월 24일  |                  | King & Prince로 출전   |
| 제시                 | 1996년 6월 11일(28세)  | SixTONES       | 2020년 1월 22일  | 2006년 9월 11일  |                  | SixTONES로 출전        |
| 쿄모토 타이가        | 1994년 12월 3일(30세)  | SixTONES       | 2020년 1월 22일  | 2006년 5월 4일   |                  | SixTONES로 출전        |
| 마츠무라 호쿠토      | 1995년 6월 18일(29세)  | SixTONES       | 2020년 1월 22일  | 2009년 2월 15일  |                  | SixTONES로 출전        |
| 코우치 유고          | 1994년 3월 8일(31세)   | SixTONES       | 2020년 1월 22일  | 2009년 5월 24일  |                  | SixTONES로 출전        |
| 모리모토 신타로      | 1997년 7월 15일(27세)  | SixTONES       | 2020년 1월 22일  | 2006년 10월 1일  |                  | SixTONES로 출전        |
| 타나카 쥬리          | 1995년 6월 15일(29세)  | SixTONES       | 2020년 1월 22일  | 2008년 4월 20일  |                  | SixTONES로 출전        |
| 이와모토 히카루      | 1993년 5월 17일(32세)  | Snow Man       | 2020년 1월 22일  | 2006년 10월 1일  |                  | Snow Man으로 출전      |
| 후카자와 타츠야      | 1992년 5월 5일(33세)   | Snow Man       | 2020년 1월 22일  | 2004년 8월 12일  |                  | Snow Man으로 출전      |
| 라울                 | 2003년 6월 27일(21세)  | Snow Man       | 2020년 1월 22일  | 2015년 5월 2일   |                  | Snow Man으로 출전      |
| 와타나베 쇼타        | 1992년 11월 5일(32세)  | Snow Man       | 2020년 1월 22일  | 2005년 6월 26일  |                  | Snow Man으로 출전      |
| 무카이 코지          | 1994년 6월 21일(30세)  | Snow Man       | 2020년 1월 22일  | 2006년 10월 8일  |                  | Snow Man으로 출전      |
| 아베 료헤이          | 1993년 11월 27일(31세) | Snow Man       | 2020년 1월 22일  | 2004년 8월 12일  |                  | Snow Man으로 출전      |
| 메구로 렌            | 1997년 2월 16일(28세)  | Snow Man       | 2020년 1월 22일  | 2010년 10월 30일 |                  | Snow Man으로 출전      |
| 미야다테 료타        | 1993년 3월 25일(32세)  | Snow Man       | 2020년 1월 22일  | 2005년 10월 1일  |                  | Snow Man으로 출전      |
| 사쿠마 다이스케      | 1992년 7월 5일(32세)   | Snow Man       | 2020년 1월 22일  | 2005년 9월 25일  |                  | Snow Man으로 출전      |
| 하야시 쇼타          | 1990년 2월 8일(35세)   |                | 2020년 6월 20일  | 2001년 1월 21일  |                  |                        |
| 무로 류타            | 1989년 5월 25일(36세)  |                | 2021년 4월 22일  | 2003년 10월 28일 |                  |                        |
| 타카다 쇼            | 1993년 9월 14일(31세)  |                | 2021년 4월 22일  | 2007년 12월 19일 |                  |                        |
| 테라니시 타쿠토      | 1994년 12월 31일(30세) |                | 2021년 4월 22일  | 2008년 4월 20일  |                  |                        |
| 하라 요시타카        | 1995년 9월 25일(29세)  |                | 2021년 4월 22일  | 2010년 10월 30일 |                  |                        |
| 니시하타 다이고      | 1997년 1월 9일(28세)   | 나니와단시     | 2021년 11월 12일 | 2011년 4월 3일   |                  | 나니와단시로 출전.     |
| 오오니시 류세이      | 2001년 8월 7일(23세)   | 나니와단시     | 2021년 11월 12일 | 2012년 7월 14일  |                  | 나니와단시로 출전.     |
| 미치에다 슌스케      | 2002년 7월 25일(22세)  | 나니와단시     | 2021년 11월 12일 | 2014년 11월 23일 |                  | 나니와단시로 출전.     |
| 타카하시 쿄헤이      | 2000년 2월 28일(25세)  | 나니와단시     | 2021년 11월 12일 | 2014년 11월 23일 |                  | 나니와단시로 출전.     |
| 나가오 켄토          | 2002년 8월 15일(22세)  | 나니와단시     | 2021년 11월 12일 | 2014년 11월 23일 |                  | 나니와단시로 출전.     |
| 후지와라 죠이치로    | 1996년 2월 8일(29세)   | 나니와단시     | 2021년 11월 12일 | 2004년 2월 21일  |                  | 나니와단시로 출전.     |
| 오오하시 카즈야      | 1997년 8월 9일(27세)   | 나니와단시     | 2021년 11월 12일 | 2009년 4월 3일   |                  | 나니와단시로 출전.     |
| 미야치카 카이토      | 1997년 9월 22일(27세)  | Travis Japan   | 2022년 10월 28일 | 2010년 10월 30일 |                  |                        |
| 나카무라 카이토      | 1997년 4월 15일(28세)  | Travis Japan   | 2022년 10월 28일 | 2010년 10월 30일 |                  |                        |
| 시메카케 류야        | 1995년 6월 23일(29세)  | Travis Japan   | 2022년 10월 28일 | 2009년 2월 15일  |                  |                        |
| 카와시마 노에루      | 1994년 11월 22일(30세) | Travis Japan   | 2022년 10월 28일 | 2007년 10월 14일 |                  |                        |
| 요시자와 시즈야      | 1995년 8월 10일(29세)  | Travis Japan   | 2022년 10월 28일 | 2009년 5월 24일  |                  |                        |
| 마츠다 겐타          | 1999년 4월 19일(26세)  | Travis Japan   | 2022년 10월 28일 | 2011년 2월 10일  |                  |                        |
| 마츠쿠라 카이토      | 1997년 11월 14일(27세) | Travis Japan   | 2022년 10월 28일 | 2010년 10월 30일 |                  |                        |
| 이마에 다이치        | 1995년 11월 6일(29세)  |                | 2023년 1월 1일   | 2009년 4월 3일   |                  |                        |
| 마츠모토 고다이      | 1989년 1월 13일(36세)  |                | 2023년 8월 20일  | 2003년 4월 12일  |                  |                        |
| 마츠쿠라 카이토      | 1992년 7월 8일(32세)   |                | 2023년 8월 20일  | 2001년 9월 23일  |                  |                        |
| 노자와 유키          | 1992년 12월 30일(32세) |                | 2023년 8월 20일  | 2005년 6월 12일  |                  |                        |
| 마사카도 요시노리    | 1996년 11월 28일(28세) | A에! group     | 2024년 5월 15일  | 2011년 4월 3일   |                  |                        |
| 스에자와 세이야      | 1994년 8월 24일(30세)  | A에! group     | 2024년 5월 15일  | 2009년 4월 3일   |                  |                        |
| 쿠사마 리처드 케이타 | 1996년 1월 11일(29세)  | A에! group     | 2024년 5월 15일  | 2009년 2월 13일  |                  |                        |
| 코지마 켄            | 1999년 6월 25일(25세)  | A에! group     | 2024년 5월 15일  | 2012년 7월 14일  |                  |                        |
| 사노 마사야          | 2002년 3월 13일(23세)  | A에! group     | 2024년 5월 15일  | 2016년 8월 2일   |                  |                        |

### 과거에 속한 탤런트 그룹
- 과거 자니스 소속자
- 자니스 Jr. 해산한 그룹
  - 자니스 주니어 해산 그룹 (1990년 이전)
  - 자니스 주니어 해산 그룹 (1990년 이후)
  - 자니스 주니어 해산 그룹 (2000년 이후)
- 자니스 관련 기획 유닛
- 자니스 관련 OB 유닛

### 타사 레코드 회사
자사 라벨 외에 회사 소속 탤런트의 일부는 다른 레코드 회사에 소속되어 있다.
| 이름           | 소속 레코드 회사           | 소속 레이블       |
| -------------- | -------------------------- | ----------------- |
| 기무라 타쿠야  | 빅터 엔터테인먼트          | 빅터 엔터테인먼트 |
| TOKIO          | 스톰 레이블                | Storm Labels      |
| 아라시         | 스톰 레이블                | Storm Labels      |
| KAT-TUN        | 스톰 레이블                | Storm Labels      |
| Hey! Say! JUMP | 스톰 레이블                | Storm Labels      |
| 나니와단시     | 스톰 레이블                | Storm Labels      |
| SUPER EIGHT    | 스톰 레이블                | INFINITY RECORDS  |
| KinKi Kids     | 스톰 레이블                | ELOV-Label        |
| NEWS           | 스톰 레이블                | ELOV-Label        |
| 나카야마 유마  | 스톰 레이블                | ELOV-Label        |
| WEST.          | 스톰 레이블                | ELOV-Label        |
| 20th Century   | 에이벡스 뮤직 크리에이티브 | MENT RECORDING    |
| Kis-My-Ft2     | 에이벡스 뮤직 크리에이티브 | MENT RECORDING    |
| 부사이쿠       | 에이벡스 뮤직 크리에이티브 | MENT RECORDING    |
| Snow Man       | 에이벡스 뮤직 크리에이티브 | MENT RECORDING    |
| A.B.C-Z        | 포니 캐년                  | 포니 캐년         |
| King & Prince  | 유니버설 뮤직              | Project K&P       |
| timelesz       | 유니버설 뮤직              | Over The Top      |
| A에! group     | 유니버설 뮤직              | 유니버설 뮤직     |
| SixTONES       | 소니 뮤직 레이블           | 소니 뮤직 레이블  |
| Travis Japan   | 유니버설 뮤직              | Capitol Records   |
| 주니어         | 스톰 레이블                | JI Label          |

#### 과거의 소속 실적
해산, 퇴소한 그룹이나 탤런트도 포함하여 기재한다(단, 퇴소한 자에 대해서는 자니즈 사무소 소속 시절만 기재).
| 이름              | 소속 레이블                                                                  |
| ----------------- | ---------------------------------------------------------------------------- |
| 자니스            | 빅터 엔터테인먼트                                                            |
| Four Leaves       | CBS·소니                                                                     |
| 고 히로미         | CBS·소니                                                                     |
| 도요카와 죠       | CBS·소니                                                                     |
| 카와사키 마요     | CBS·소니                                                                     |
| 시부가키대        | CBS·소니                                                                     |
| 타와라 토시히코   | NAV 레코드 → 캐년 레코드/NAV → 포니 캐년/NAV                                 |
| 콘도 마사히코     | RVC (현 Ariola Japan) → 소니 뮤직 레코즈                                     |
| 소년대            | 워너 파이오니어 → 워너 뮤직 재팬 → 포니 캐년 → Johnny's Entertainment Record |
| 히카루GENJI       | 캐년 레코드 → 포니 캐년                                                      |
| 남투호조          | BMG 빅터                                                                     |
| 닌자              | 일본 컬럼비아                                                                |
| SMAP              | 빅터 음악 산업 → 빅터 엔터테인먼트 → JVC 켄우드 빅터 엔터테인먼트            |
| TOKIO             | 소니 레코드 → 유니버설 J                                                     |
| V6                | avex trax                                                                    |
| 타키 & 츠바사     | avex trax                                                                    |
| 야라 토모유키     | avex trax                                                                    |
| 미야케 켄         | MENT RECORDING                                                               |
| 아라시            | 포니 캐년                                                                    |
| timelesz          | 포니 캐년                                                                    |
| SUPER EIGHT       | 테이치 엔터테인먼트                                                          |
| KAT-TUN           | J-One Records                                                                |
| 아카니시 진       | 워너 뮤직 재팬                                                               |
| 야마시타 토모히사 | 쟈니스 엔터테인먼트 → 워너 뮤직 재팬 → SME Records                           |

### 내용주
1. ↑  그룹 에이전트 계약. 주식회사 TOKIO 소속.
2. ↑  멤버 도모토 쯔요시는 퇴소했지만 그룹 활동은 계속.
3. ↑  그룹 에이전트 계약. 주식회사 아라시 소속. 활동 휴지중·멤버의 니노미야 카즈나리·마츠모토 준는 퇴소했지만, 그룹에는 소속.
4. ↑  야마다, 지넨은 NYC, NYC boys로도 출전.
5. ↑  기쿠치, 나카지마는 NYC boys로도 출전.
6. ↑  그룹 에이전트 계약. King & Prince 주식회사 소속.
7. ↑  마츠무라, 다카지는 NYC boys, 모리모토는 스노프린스 합창단(기획 코너)로도 출전.

## 같이 보기
- 과거의 자니스 소속자
- 자니스 주니어
- 자니스 사무소